# Yoon Sang-hyun
Yoon Sang-hyun (hangul: 윤상현; hanja: 尹相鉉; rr: Yun Sang-hyeon; MR: Yun Sang-hyŏn, 21 de setembro de 1973) é um ator e cantor sul-coreano. É bastante conhecido por seus papéis em Queen of Housewives (2009), My Fair Lady (2009), Secret Garden (2011), I Can Hear Your Voice (2013), Shopping King Louie (2016) e 18 Again (2020).

## Carreira
Yoon fez sua estreia no show business aos 32 anos, na série de televisão de 2005 Marrying a Millionaire. Logo em seguida, fez diversos coadjuvantes, até ganhar popularidade com a sua atuação no drama de 2009 Queen of Housewives. Mais tarde naquele ano, protagonizou My Fair Lady.
No começo de 2010, Yoon lançou o single japonês "Saigo no Ame", que estreou na 11ª posição na parada Oricon. Ele lançou seu segundo single, "Oath", em 24 de junho.
Isto foi seguido pela sua atuação na série de TV, Secret Garden, no qual fez par romântico com Kim Sa-rang e onde interpretou Oska, primo do protagonista e estrela de Hallyu. Ele lançou um single intitulado "Looking at U" para a trilha sonora do drama. Yoon também cantou as músicas "눈물자리" e "Liar", além de contribuir com as faixas "바라본다" e "Here I Am" para a trilha sonora; ele também se apresentou no Secret Garden Concert.
Em 2011, ele lançou seu primeiro álbum de estúdio japonês, "Precious Days", seguido por shows e showcases em Tóquio (25 de fevereiro de 2011) e Osaka (27 de fevereiro de 2011), que esgotaram após apenas um dia. Ele então estrelou a comédia romântica Can't Lose, sobre um casal de advogados enfrentando seu próprio processo de divórcio.
No ano de 2012, Yoon teve seu primeiro papel importante no cinema com Tone-deaf Clinic (lançado internacionalmente sob o nome Love Clinique), interpretando um treinador vocal que dá aulas de canto a uma mulher surda para que ela possa cantar bem na frente de seu amor.
Em 2013, ele voltou a atuar em uma série de televisão com I Can Hear Your Voice, interpretando um policial bem-intencionado, mas desajeitado, que virou defensor público. Mais tarde, ele se reuniu com o diretor de I Can Hear Your Voice no drama a cabo de 2014, Gap-dong, no qual interpretou um detetive que tenta capturar um serial killer e limpar o nome de seu pai. Logo depois, Yoon estrelou no filme de comédia My Dynamite Family.
Em 2016, Yoon participou na comédia romântica My Horrible Boss. Ele estrelou em outra comédia romântica no mesmo ano, desempenhando um papel de protagonista secundário em Shopping King Louie.
Em 2017, Yoon estrelou o drama misterioso de comédia negra, Ms. Perfect.
Em 2018, Yoon estrelou o melodrama Hold Me Tight, com Han Hye-jin.
Em 2020, ele apareceu em 18 Again, uma série de televisão baseada no filme 17 Again de 2009, ao lado de Kim Ha-neul.

## Vida pessoal
Yoon se casou com a cantora MayBee (Kim Eun-ji) em 8 de fevereiro de 2015, no Walkerhill Hotel em Seul. Um dia depois, eles lançaram o dueto "Balsam Colors" para comemorar a ocasião, com o dinheiro arrecadado das vendas do single indo para instituições de caridade. O casal ficou noivo em novembro de 2014, após oito meses de namoro. A primeira filha do casal, Na-gyeom, nasceu em dezembro de 2015, enquanto a segunda filha nasceu em maio de 2017.

## Filmografia

### Séries de elevisão
| Ano  | Título                       | Papel                                    | Emissora | Ref.          |
| ---- | ---------------------------- | ---------------------------------------- | -------- | ------------- |
| 2005 | Marrying a Millionaire       | Yoo Jin-ha                               | SBS      | [ 4 ]         |
| 2006 | Fireworks                    | Kang Seung-woo                           | MBC      | [ 35 ]        |
| 2006 | Common Single                | Yoon Ji-heon                             | SBS      |               |
| 2007 | Winter Bird                  | Joo Kyung-woo                            | MBC      |               |
| 2008 | The Secret of Coocoo Island  | Chairman Yoon                            | MBC      | [ 36 ]        |
| 2008 | One Mom and Three Dads       | Jung Sung-min                            | KBS2     |               |
| 2009 | Queen of Housewives          | Heo Tae-joon / "Tae-bong"                | MBC      | [ 5 ]         |
| 2009 | My Fair Lady                 | Seo Dong-chan                            | KBS2     | [ 6 ]         |
| 2010 | Secret Garden                | Oska                                     | SBS      | [ 10 ] [ 11 ] |
| 2011 | Can't Lose                   | Yeon Hyung-woo                           | MBC      | [ 15 ] [ 16 ] |
| 2013 | I Can Hear Your Voice        | Cha Gwan-woo                             | SBS      | [ 21 ]        |
| 2014 | Gap-dong                     | Ha Moo-yeom                              | tvN      | [ 22 ]        |
| 2014 | Pinocchio                    | Cha Gwan-woo (participação, episódio 12) | SBS      | [ 37 ]        |
| 2015 | The Time We Were Not in Love | Ele mesmo (participação, episódio 2)     | SBS      | [ 38 ]        |
| 2016 | My Horrible Boss             | Nam Jung-gi                              | JTBC     | [ 24 ]        |
| 2016 | Shopping King Louie          | Cha Joong-won                            | MBC      | [ 25 ]        |
| 2017 | Ms. Perfect                  | Koo Jung-hee                             | KBS2     | [ 26 ]        |
| 2017 | Strong Woman Do Bong-soon    | Charles Go (participação)                | JTBC     | [ 39 ]        |
| 2018 | Hold Me Tight                | Kim Do-young                             | MBC      | [ 27 ]        |
| 2018 | My Secret Terrius            | Yoo Ji-sub                               | MBC      |               |
| 2020 | 18 Again                     | Hong Dae-young                           | JTBC     | [ 28 ]        |
| ASA  | Perfect Family               | Choi Hyun-min                            | KBS2     | [ 40 ]        |

### Filmes
| Ano  | Título            | Papel              | Ref.          |
| ---- | ----------------- | ------------------ | ------------- |
| 2006 | Sunday Seoul      | Homem no encontro  |               |
| 2012 | Tone-deaf Clinic  | Shin-heung         | [ 17 ] [ 18 ] |
| 2014 | A Dynamite Family | Soo-kyo            | [ 23 ]        |
| 2019 | Miss & Mrs. Cops  | Marido de Mi-young | [ 41 ]        |

### Programas de variedades
| Ano  | Título                                           | Emissora | Notas            | Ref.   |
| ---- | ------------------------------------------------ | -------- | ---------------- | ------ |
| 2010 | Family Outing 2                                  | SBS      | Membro do elenco | [ 42 ] |
| 2015 | Law of the Jungle in Yap Islands                 | SBS      | Membro do elenco |        |
| 2015 | The Human Condition Season 2                     | KBS2     | Membro do elenco |        |
| 2019 | Same Bed, Different Dreams 2: You Are My Destiny | SBS      | Membro do elenco | [ 43 ] |

## Discografia

### Álbuns de estúdio
| Título                             | Detalhes do álbum                                          | Melhor posição | Melhor posição |
| Título                             | Detalhes do álbum                                          | JPN            | KOR            |
| ---------------------------------- | ---------------------------------------------------------- | -------------- | -------------- |
| Precious Days (プレシャス・デイズ) | - Lançado: 16 de fevereiro de 2011 - Gravadora: Sony Music | 39             | 49             |

### Singles
| Título                                               | Ano     | Melhor posição | Álbum            |
| Título                                               | Ano     | JPN            | Álbum            |
| Coreano                                              | Coreano | Coreano        | Coreano          |
| ---------------------------------------------------- | ------- | -------------- | ---------------- |
| "I Love You" (사랑해요 (그대 Song))                  | 2009    | —              | Single sem álbum |
| "The Story of You and the Rain" (비와 당신의 이야기) | 2009    | —              | Single sem álbum |
| "Balsam Red" (봉숭아 물들다) (com MayBee)            | 2015    | —              | Single sem álbum |
| "You Within Me" (내 안의 그대)                       | 2016    | —              | Single sem álbum |
| Japonês                                              |         |                |                  |
| "Saigo No Ame" (最後の雨)                            | 2010    | 18             | Precious Days    |
| "Chikai" (誓い)                                      | 2010    | 32             | Precious Days    |
| "Summer Eyes"                                        | 2011    | 26             | Single sem álbum |
| "Farewell to Sorrow" (悲しみにさよなら)              | 2012    | 22             | Single sem álbum |

### Participações em trilhas sonoras
| Título                                                    | Ano  | Melhor posição | Álbum                   |
| Título                                                    | Ano  | KOR            | Álbum                   |
| --------------------------------------------------------- | ---- | -------------- | ----------------------- |
| "Never Ending Story"                                      | 2009 | —              | Queen of Housewives OST |
| "Helpless Love" (사랑은 어쩔 수 없네요)                   | 2009 | —              | My Fair Lady OST        |
| "I See You Leave" (바라본다)                              | 2010 | 68             | Secret Garden OST       |
| "Here I Am"                                               | 2011 | 28             | Secret Garden OST       |
| "Do You Know I Am Used to This Feeling" (정든거 아시나요) | 2011 | 96             | Can't Lose OST          |
| "Run & Run"                                               | 2012 | —              | Vocal Clinic OST        |
| "If We Love Again" (다시 사랑한다면)                      | 2020 | —              | 18 Again OST            |

## Prêmios e indicações
| Ano  | Prêmio                                  | Categoria                                                        | Trabalho nomeado                                 | Resultado | Ref.          |
| ---- | --------------------------------------- | ---------------------------------------------------------------- | ------------------------------------------------ | --------- | ------------- |
| 2006 | SBS Drama Awards                        | Prêmio de Nova Estrela                                           | Common Single                                    | Venceu    | [ 48 ]        |
| 2008 | Korea Drama Awards                      | Prêmio de Popularidade do Internauta                             | Winter Bird, The Secret of Coocoo Island         | Indicado  | [ 49 ] [ 50 ] |
| 2008 | MBC Drama Awards                        | Melhor Ator Revelação                                            | The Secret of Coocoo Island                      | Indicado  | [ 51 ] [ 52 ] |
| 2009 | KBS Drama Awards                        | Prêmio de Excelência, Ator em Minissérie                         | My Fair Lady                                     | Indicado  | [ 53 ]        |
| 2009 | KBS Drama Awards                        | Prêmio de Popularidade, Ator                                     | My Fair Lady                                     | Venceu    | [ 53 ]        |
| 2009 | KBS Drama Awards                        | Prêmio de Melhor Casal (com Yoon Eun-hye)                        | My Fair Lady                                     | Venceu    | [ 53 ]        |
| 2009 | MBC Drama Awards                        | Prêmio de Alta Excelência, Ator                                  | Queen of Housewives\|                            | Venceu    | [ 54 ]        |
| 2009 | MBC Drama Awards                        | Prêmio de Popularidade, Ator                                     | Queen of Housewives\|                            | Indicado  | [ 54 ]        |
| 2009 | MBC Drama Awards                        | Prêmio de Melhor Casal (com Sunwoo Sun)                          | Queen of Housewives\|                            | Indicado  | [ 54 ]        |
| 2009 | Korean Culture and Entertainment Awards | Prêmio de Excelência, Ator                                       | Queen of Housewives\|                            | Venceu    | [ 55 ]        |
| 2010 | Baeksang Arts Awards                    | Melhor Ator (TV)                                                 | Queen of Housewives\|                            | Indicado  | [ 56 ]        |
| 2011 | MBC Drama Awards                        | Prêmio de Melhor Casal (com Choi Ji-woo)                         | Can't Lose                                       | Indicado  |               |
| 2013 | SBS Drama Awards                        | Prêmio de Excelência, Ator em Minissérie                         | I Can Hear Your Voice                            | Indicado  |               |
| 2017 | KBS Drama Awards                        | Prêmio de Excelência, Ator em Drama de Média Duração             | Ms. Perfect                                      | Indicado  |               |
| 2018 | MBC Drama Awards                        | Prêmio de Alta Excelência, Ator em Minissérie de Quarta a Quinta | Hold Me Tight                                    | Indicado  |               |
| 2019 | SBS Entertainment Awards                | Prêmio de Excelência na Categoria Reality Show                   | Same Bed, Different Dreams 2: You Are My Destiny | Venceu    | [ 57 ]        |

### Artigos em lista
| Editora | Ano  | Lista                    | Classificação | Ref.   |
| ------- | ---- | ------------------------ | ------------- | ------ |
| Forbes  | 2010 | Korea Power Celebrity 40 | 40º           | [ 58 ] |